# Hesperapis
Hesperapis is een geslacht van vliesvleugelige insecten van de familie Melittidae.

## Soorten
- H. aliciae (Cockerell, 1932)
- H. arenicola Crawford, 1917
- H. arida Michener, 1936
- H. braunsiana (Friese, 1911)
- H. carinata Stevens, 1919
- H. danforthi (Eardley, 2007)
- H. elegantula Cockerell, 1898
- H. eumarpha (Cockerell, 1898)
- H. flavicara (Eardley, 2007)
- H. flavitarsis (Friese, 1912)
- H. fuchsi (Viereck, 1909)
- H. fulvipes Crawford, 1917
- H. gessorum (Eardley, 2007)
- H. hantamensis (Michez & Kuhlmann, 2007)
- H. ilicifoliae (Cockerell, 1910)
- H. larreae Cockerell, 1907
- H. laticeps Crawford, 1917
- H. leucura Cockerell, 1916
- H. macrocephala Cockerell, 1924
- H. micheneri (Michez, 2007)
- H. nanula (Cockerell, 1936)
- H. nigerrima (Cockerell, 1932)
- H. nitidula Cockerell, 1916
- H. oliviae (Cockerell, 1897)
- H. oraria Snelling & Stage, 1997

- H. parva Michener, 1937
- H. pellucida Cockerell, 1925
- H. regularis (Cresson, 1878)
- H. rhodocerata (Cockerell, 1897)
- H. rhodostoma (Cockerell, 1932)
- H. richtersveldensis (Patiny & Michez, 2007)
- H. rodecki Cockerell, 1934
- H. rufipes (Ashmead, 1899)
- H. rufiventris (Friese, 1912)
- H. semirudis Cockerell, 1910
- H. trochanterata Snelling, 1987
- H. wilmattae Cockerell, 1933